# Isabel da Pomerânia
Isabel da Pomerânia (1347 — 15 de abril de 1393) foi a quarta e última consorte do imperador Carlos VI.

## Biografia
Era a filha mais velha de Bogislau V da Pomerânia e de Isabel da Polônia.
Em 21 de maio de 1363, em Cracóvia, casou-se com Carlos VI, Rei da Boêmia e  Imperador Romano-Germânico. Isabel estava com aproximadamente dezesseis anos, enquanto que Carlos estava com quarenta e sete. O casamento se deu um ano após a morte da terceira esposa de Carlos, Ana de Swidnica, por motivos políticos, já que a união ajudou a quebrar a coalizão anti-tcheca liderada por Rodolfo IV da Áustria, com os reis da Polônia e da Hungria como participantes.
Reporta-se que Isabel foi uma mulher muito vigorosa, auto-confiante e fisicamente forte, tendo dado à luz cinco filhos:
Depois da morte de Carlos, em 29 de novembro de 1378, o enteado de Isabel, Venceslau IV, filho da esposa anterior de Carlos, ascendeu ao trono. Isabel então passou a dedicar sua vida aos filhos, especialmente Sigismundo, o qual apoiou para se tornar rei da Hungria. Faleceu em Hradec Králové, com cerca de 46 anos de idade, e seu corpo foi sepultado ao lado do de seu esposo, na Catedral de São Vito, em Praga.

## Descendência
1. Ana (11 de julho de 1366 - 7 de agosto de 1394), Rainha consorte da Inglaterra por casamento com Ricardo II;
2. Sigismundo (15 de fevereiro de 1368 - 9 de dezembro de 1437), Marquês de Brandemburgo, Rei da Hungria, Rei da Boêmia e Imperador Romano-Germânico;
3. João (22 de junho de 1370 - 1 de março de 1396), marquês de Luxemburgo;
4. Carlos (13 de março de 1372 - 24 de julho de 24 de julho de 1373);
5. Margarida (29 de setembro de 1373 - 4 de junho de 1410), burgravina de Nuremberga por casamento com o burgrave João III de Nuremberga;
6. Henrique (agosto de 1377 - c. 1378).